# Transition (revue)
Pour les articles homonymes, voir Transition (homonymie).
Transition (ou transition, selon la graphie originelle) est une revue littéraire expérimentale avant-gardiste américaine fondée à Paris en 1927 par Maria MacDonald et Eugène Jolas et publiée par Shakespeare and Company. Ouverte entre autres aux avant-gardes dadaïstes, expressionnistes et surréalistes, elle entre en sommeil en 1938 après 27 livraisons, puis le titre est repris par Georges Duthuit entre 1948 et 1950.

## Histoire de la revue

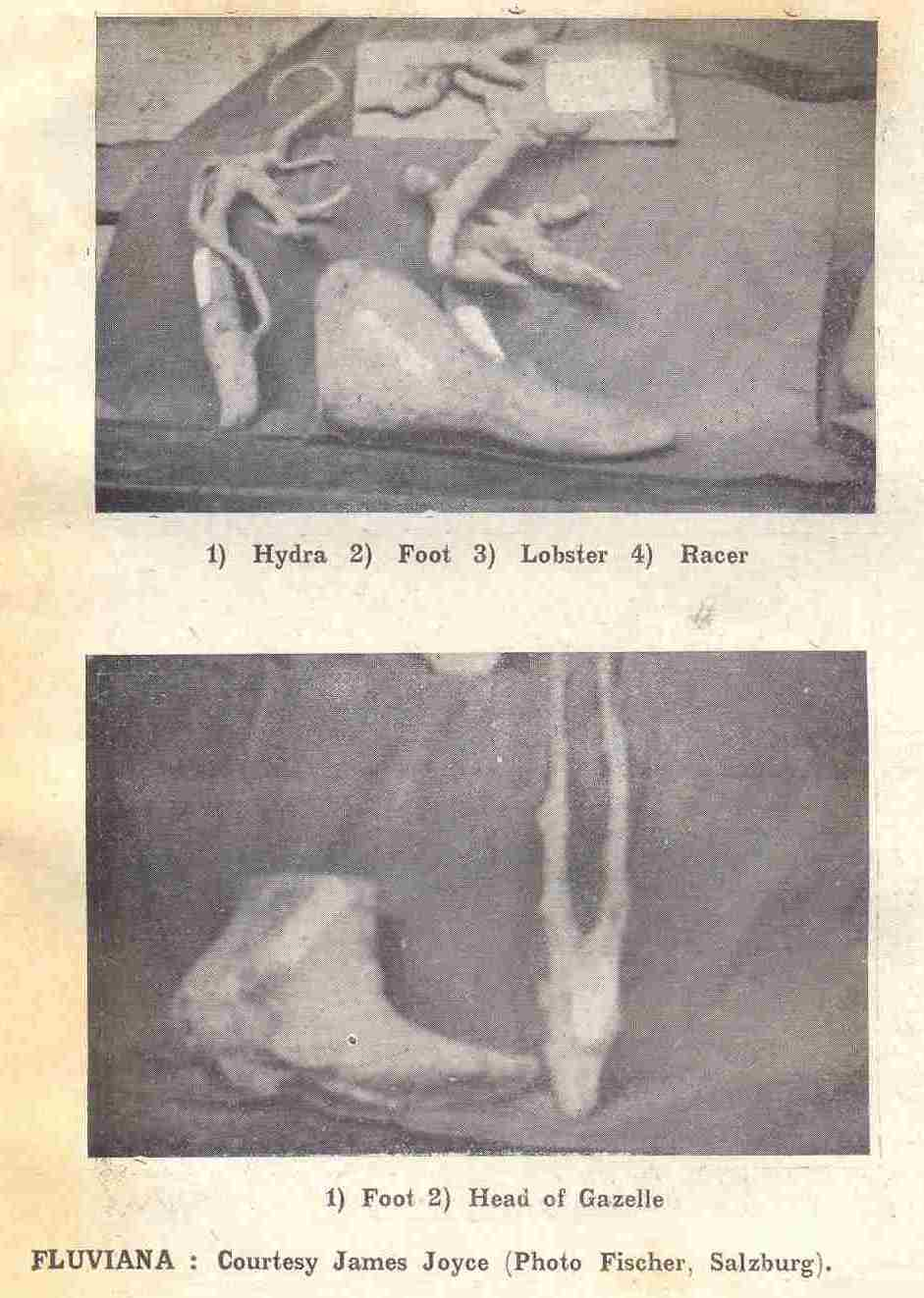
Photographies d'Adolph Johannes Fischers reproduisant des trouvailles de James Joyce appelées « Fluviana » (no 16-17, juin 1929).

En 1926, les Américains Maria MacDonald et Eugène Jolas, qui vivaient ensemble à Paris, appartiennent à la Génération perdue et décident de lancer une revue ouverte aux expérimentations principalement littéraires. L'un des premiers collaborateurs est Elliot Paul (en) (d'avril 1927 à mars 1928). Le petit groupe se réunit dans la librairie de Sylvia Beach, rue de l'Odéon, appelée Shakespeare and Company. Plus tard, dans son roman Paris est une fête, Ernest Hemingway témoignera de manière à peine transposée de cette époque et de ces réunions où se croisent Gertrude Stein, Ezra Pound, James Joyce, mais aussi Caresse et Harry Crosby, les éditeurs de Black Sun Press, installés également à Paris. Beach accepte d'être l'éditeur et le distributeur de la revue : en avril 1927 le premier numéro de transition est imprimé, vendu 10 francs (ou 50 cents) pour 160 pages, entièrement rédigé en anglais et comprenant quelques illustrations. Le siège de la rédaction se situe au 40 rue Fabert. Le distributeur aux États-Unis est la librairie new-yorkaise Brentano's (remplacée plus tard par la Gotham Book Mart).
Le sommaire de ce premier numéro propose des textes et essais de James Joyce (« Work in progress »), Kay Boyle, Carl Sternheim, Félix Boillot, Hjalmer Söderberg, Gertrude Stein, Marcel Jouhandeau, Robert Myron Coates, Ludwig Lewisohn ; des poèmes de Robert Desnos, Hart Crane, Paul Eldridge, Virgil Geddes, André Gide, Bravig Imbs, R. Ellsworth Larsson, Else Larske-Schüler, Archibald MacLeish, Marcel Noll, Evan Shipman, Philippe Soupault, Georg Trakl ; des reproductions de peintures signées Pavel Tselitsieff, Max Ernst (Mer et Oiseau) et Lajos Tihanyi. Les chroniques littéraires et musicales sont signées Kay Boyle, Robert Sage et Elliot Paul.
L'année 1927 voit paraître 8 numéros, le rythme mensuel est tenu. En octobre, Robert Sage rentre au comité de direction ; en mars 1928, il remplace Elliot Paul, puis se retire six mois plus tard. La revue est devenue entretemps trimestrielle. Elle s'ouvre également aux caricaturistes, aux activistes, à de plus en plus de plasticiens. Sa position au fil des années se radicalise : ainsi, en juin 1929, elle prend comme sous-titre an international quaterly for creative experiment (« un trimestriel international pour la création expérimentale ») et ouvre sur un manifeste intitulé « The Revolution of the Word Proclamation » où les auteurs affirment que the literary creator has the right to disintegrate the primal matter of words imposed on him by textbooks and dictionaries (« L'écrivain a le droit de désintégrer la matière première des mots qu'on lui impose à travers les manuels et les dictionnaires »), dans le cadre d'un manifeste signé par Kay Boyle, Whit Burnett, Hart Crane, Caresse Crosby, Harry Crosby, Martha Foley, Stuart Gilbert, A. Lincoln Gillespie, Leigh Hoffman, Eugene Jolas, Elliot Paul, Douglas Rigby, Theo Rutra, Robert Sage, Harold J. Salemson, et Laurence Vail. Au même moment, sort un recueil édité par Jolas et Sage intitulé Transition Stories. Past and Future contenant vingt-trois « expériences textuelles » publiées dans les treize précédentes livraisons, offrant une vision programmatique de la revue, défendant un « nouveau réalisme en rupture avec les formes classiques ». Parmi ces écrivains on trouve également William Carlos Williams, les premiers textes de Samuel Beckett, mais aussi Michael Fraenkel, Stuart Gilbert, Gottfried Benn, Léon-Paul Fargue, Georges Ribemont-Dessaignes, Kurt Schwitters, etc.
L'un des derniers numéros de la première époque, le 26e (1937), offre une couverture signée Marcel Duchamp et des interventions de Hans Arp, Man Ray, Fernand Léger, László Moholy-Nagy, Piet Mondrian, Alexander Calder.

## Transition(1948-1950)
La revue reparaît en janvier 1948 (en réalité imprimée le 15 février), numérotée 1, sous le titre Transition Forty-eight vendue au prix de 200 francs (ou 1,25 dollar), avec comme rédacteur en chef, Georges Duthuit et au comité éditorial, Georges Bataille, René Char, Douglas Cooper (en), Max-Pol Fouchet, Stuart Gilbert, Eugène Jolas, Jean-Paul Sartre et Jean Wahl. Tous les textes sont en anglais, et l'adresse du périodique est au nom de Transition Press, située 96 rue de l'Université (Paris). Dans ce premier numéro d'après-guerre, on note la présence de textes d'Antonin Artaud, Robert Margerit et Albert Béguin. L'aventure s'arrête au début de l'année 1950, après 6 numéros.